# Adolf Beck
Adolf Abraham Beck (ur. 1 stycznia 1863 w Krakowie, zm. 1942) – polski neurofizjolog, profesor Uniwersytetu Jana Kazimierza we Lwowie; współodkrywca prądów czynnościowych mózgu (1890) i pionier elektroencefalografii.

## Życiorys
Urodził się pod imieniem Abraham Chaim Beck 1 stycznia 1863 r. w Krakowie, w ubogiej żydowskiej rodzinie piekarza z dzielnicy Kazimierz, Szai Becka i Gustawy z domu Müller. W rodzinnym mieście ukończył w 1883 r. Gimnazjum św. Jacka, a w sześć lat później na Uniwersytecie Jagiellońskim studia medyczne.
Od roku 1886 pracował w Zakładzie Fizjologii i Histologii pod kierownictwem Napoleona Cybulskiego, w latach 1888–92 był jego asystentem i najbliższym współpracownikiem. Jeszcze podczas studiów odkrył zjawisko desynchronizacji czynności elektrycznej mózgu w odpowiedzi na bodźce. Praca doktorska Oznaczenie lokalizacyi w mózgu i rdzeniu za pomocą zjawisk elektrycznych, przedstawiona została 20 października 1890 roku. Głównym celem tych badań było wykorzystanie elektrofizjologii do lokalizacji funkcji w mózgu. Niejako ubocznym ich efektem było odkrycie elektroencefalogramu (EEG), dla którego Beck zaproponował nazwę aktywny prąd niezależny, w odróżnieniu od prądów wywołanych stymulacją.
Podobnie jak inni, zajmujący się podówczas podobną tematyką, nie wiedział o wcześniejszych pracach Catona. Jego rozprawa stanowiła głębsze od innych studium problemu lokalizacji funkcji sensorycznych w mózgu jak i samego elektroencefalogramu. Wyniki opublikował w czasopiśmie fizjologicznym Centralblatt für Physiologie. Jego krótki artykuł rozpętał burzę pretensji do palmy pierwszeństwa. Beck odpowiedział, że technikę badania potencjałów nerwów i konstrukcję elektrod opracował Du Bois-Reymond, więc zastosowanie znanej techniki do rozwiązania nowego problemu nie zasługuje na miano odkrycia. Stwierdził ponadto, że motywem podjęcia tych eksperymentów był konkurs ogłoszony w październiku 1888 przez profesora Napoleona Cybulskiego, który jest w związku z tym autorem idei. Dyskusję uciął Richard Caton, cytując publikacje swoich prac z roku 1875.
W roku 1894 uzyskał habilitację na Wydziale Lekarskim Uniwersytetu Jagiellońskiego z zakresu fizjologii na podstawie pracy Zmiany w ciśnieniu krwi w naczyniach krwionośnych. W latach 1895–1935 był profesorem fizjologii Uniwersytetu Lwowskiego. Pracę rozpoczął od zbudowania Zakładu Fizjologii, który wyposażył w nowoczesny sprzęt. Jest uważany za najważniejszego twórcę tzw. lwowskiej szkoły fizjologii. W latach 1904/05 i 1916/17 był dziekanem Wydziału Lekarskiego, zaś w roku akademickim 1912/1913 pełnił funkcję rektora tej uczelni.
Podczas I wojny światowej po inwazji rosyjskiej 20 czerwca 1915 został przymusowo wywieziony przez władze rosyjskie do Kijowa w grupie zakładników. Staraniem Iwana Pawłowa i Czerwonego Krzyża został zwolniony w sierpniu 1915 r. i w następnym roku powrócił do miasta dzięki wymianie więźniów.
W 1932 r. odszedł na emeryturę, jako następcę na stanowisku wyznaczając Wiktora Tychowskiego. Od 1935 był profesorem honorowym UJK. Był także w latach 1921–29 wykładowcą Akademii Medycyny Weterynaryjnej we Lwowie. Był członkiem PAU i członkiem czynnym Towarzystwa Naukowego we Lwowie. Był pierwszym honorowym członkiem i laureatem medalu Polskiego Towarzystwa Fizjologicznego. Uczniami Becka byli Czubalski, Herman, Jaburek, Klisiecki, Tothfeld, Tychowski i inni.
Podczas II wojny światowej, po zajęciu Lwowa przez Niemców, Beck ukrywał się poza granicami getta, w czym pomagał mu Zdzisław Bieliński. Adolf Beck prawdopodobnie popełnił samobójstwo w sierpniu 1942 roku za pomocą cyjanku otrzymanego od syna. Zmarł w Obozie Janowskim w drodze ze Lwowa do obozu zagłady w Bełżcu. Nieznana jest dokładna data śmierci i miejsce jego pochówku.

## Życie prywatne
Żonaty z Reginą Mandelbaum (zm. 1938), jego dziećmi byli syn Henryk (1896–1946) oraz córki Zofia (zm. 1939) i Jadwiga. Szwagrem Henryka był Kazimierz Zakrzewski, zamordowany w 1941 r. w Palmirach.

## Upamiętnienie
W 1935 jego portret namalował Stanisław Batowski Kaczor.
W latach 1970 r. Mary A. B. Brazier przełożyła na angielski jego pracę doktorską.

## Wybrane prace
- O ciśnieniu krwi w żyłach (1894)
- Über die Belichtigung der Netzhaut von Eledone moschata entstandenen Actionströme. Arcg gs Physiol 78 (1899)
- O zjawiskach elektrycznych wywołanych przez oświetlenie siatkówki głowonoga Eledone moschata. Kosmos 25 (1900)
- Badania nad galwanotropizmem. Dzienniki IX Zjazdu Lekarzy i Przyrodników w Krakowie (1900)
- Badania poczucia smaku u osoby pozbawionej języka dokonane na chorym J. R. z kliniki chir. prof. Rydygiera. Rozpr Spraw Wydz mat-przyr AU 18, s. 207–216 (1888) (z Napoleonem Cybulskim)
- O pobudliwości różnych miejsc tego samego nerwu. Pam AU 15, s. 165–195 (1888)
- Oznaczenie lokalizacji w mózgu i rdzeniu za pomocą zjawisk elektrycznych. Rozp Wydz mat-przyr AU 21, s. 187–232 (1891)
- Die Bestimmung der Lokalisation der Gehirn- und Rückenmarksfunktionen vermittelst der elektrischen Erscheinungen. Zentralblatt Physiol s. 473–476 (1890)
- Przyczynek do fizjologii części lędźwiowej rdzenia pacierzowego u żab. Rozpr AU 24 s. 56–72 (1893)
- Dalsze badania zjawsk elektrycznych w korze mózgowej. Rozpr AU 32, s. 174–257 (1896)
- Dalsze badania nad zjawiskami elektrycznymi w korze mózgowej u małpy i psa. Spraw z Posiedzeń AU 1891, druk 1892 s. 43–47
- O działaniu promieni radu na nerwy obwodowe. Rozpr AU 45, s. 111–122 (1906)
- Zjawiska elektryczne kory mózgowej po częściowym jej zniszczeniu. Przyczynek do lokalizacji czucia bólu. Rozpr AU 45, s. 319–355 (1906)
- O tak zwanych odruchach dotykowych Munka i odruchu skórnym podeszwowym. Rozpr AU 50, s. 687–698 (1910)
- O ruchach odruchów rdzeniowych i ruchach ogólnych (pryncypalnych według Munka).
- O wzajemnym stosunku czynnościowym mózgu i móżdżku. Rozpr AU 51, s. 457–472 (1911)
- Die Ströme der Nervencentren (1890)
- Hermann Helmholtz (1894)
- Die Erregbarkeit Verschiedener Nervenstellen (1897)
- Zur Untersuchung der Erregbarkeit der Nerven (1898)
- Zur Lehre Munk's über Beginn und Reihenfolge in der Ausbreitung der Bewegungen bei Rückenmarksreflexen, wie bei Tätigkeit der sogenannten "Prinzipalzentren (z Gustawem Bikelesem) (1910)
- Die sogenannten Berührungsreflexe Munk's und die reflektorische Zehenbeugung bei Reizung der Fusssohle. 1910 (z Gustawem Bikelesem).
- Adolf Beck, Napoleon Cybulski, Stanisław Bądzyński, Kazimierz Bruno Rzętkowski Fizjologia człowieka. 1915